# Production Marvel Studios
Une proposition de fusion est en cours entre Production Marvel Studios et Univers cinématographique Marvel.

## Identité visuelle des sagas
En 2008 début l'univers cinématographique Marvel avec la saga de l'Infini qui se compose de 3 phase allant de 1 à 3. En 2019, cette première saga prend fin.
Le début d'une nouvelle saga, la saga du multivers débute en 2021 avec la phase 4. Il est prévu qu'elle s'étende jusqu'à la phase 6 en 2027.

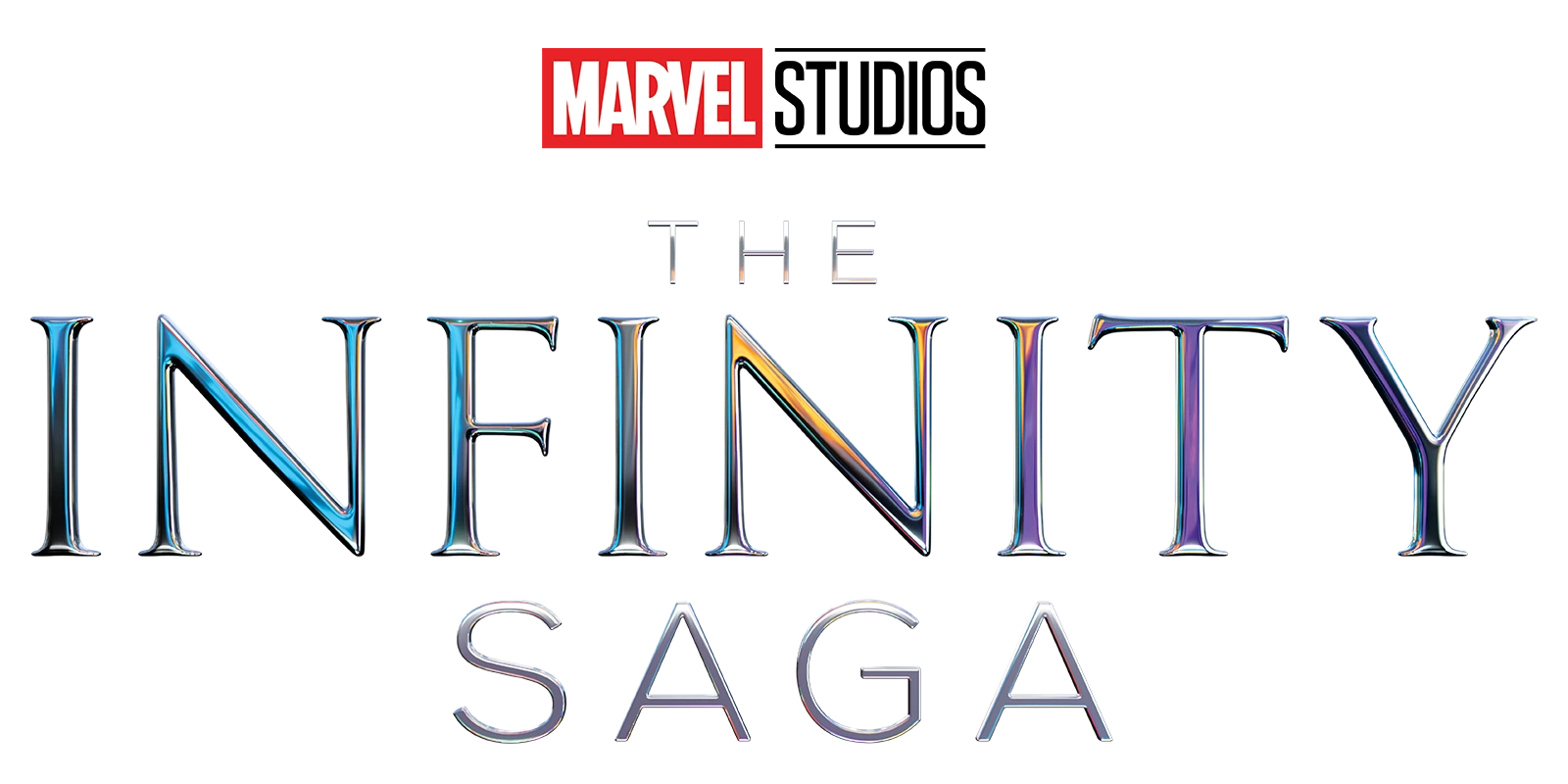
Logo de la saga de l'Infini de 2008 à 2019
Logo de la saga du Multivers depuis 2021

## Longs-métrages
Le premier des films constituant l’univers cinématographique Marvel est Iron Man (2008), distribué par Paramount Pictures. Paramount a également distribué Iron Man 2 (2010), Thor (2011) et Captain America: First Avenger (2011), tandis qu’Universal Pictures s’en chargeait pour L'Incroyable Hulk. Depuis le rachat de Marvel Entertainment par The Walt Disney Company fin 2009, le studio de production est rattaché au Walt Disney Motion Pictures Group et ses films sont distribués par la filiale destinée à l’international depuis Avengers en 2012,.
À partir de cette date, Marvel Studios regroupe rétrospectivement les 6 premiers films de son univers dans un ensemble appelé « phase I » et communique sur les films à venir en tant qu’éléments des phases suivantes.
Initialement, la phase II devait se conclure avec le film choral Avengers : L'Ère d'Ultron. Cependant, Kevin Feige a déclaré en octobre 2014 lors d’une présentation de la phase III que le film Ant-Man n’en constituait plus l’introduction, et qu’il serait considéré à la place comme le dernier film de la phase II.
Par conséquent, c'est le troisième volet des aventures de Captain America, intitulé Captain America: Civil War, qui a introduit la phase III composée de onze films qui sont sortis entre mai 2016 et juillet 2019 et qui s'est conclue par Spider-Man: Far From Home.
Le 23 avril 2016, le studio retire la date du film Inhumans, initialement prévu pour 2019, de son calendrier. Kevin Feige déclare : « Ce n'est pas parce qu'ils le font à la télé que l'on ne fera pas le film, c'est plutôt qu'on ne sait pas QUAND on pourra le faire ». En novembre 2016, il est bel et bien confirmé que le film ne verra pas le jour.
Le 19 avril 2019, Kevin Feige précise que la phase III se conclura avec Spider-Man: Far From Home et non Avengers: Endgame comme supposé auparavant.
Le 20 juillet 2019 à la Comic Con de San Diego, la phase IV a été annoncée avec cinq films, liés aux cinq séries en développement sur Disney+ (Falcon et le Soldat de l'hiver, WandaVision, Loki, What If...? et Hawkeye). D'autres films en projet, comme les suites de Black Panther, Captain Marvel et Les Gardiens de la Galaxie Vol. 2, ainsi que des reboots des X-Men, Blade et les Quatre Fantastiques sont confirmés sans avoir été rattachés à une continuité.
En 2021, la phase IV est officialisée avec les films suivants : Black Widow, Shang-Chi et la Légende des Dix Anneaux, Les Éternels, Spider-Man: No Way Home, et en 2022 avec Doctor Strange in the Multiverse of Madness, Thor: Love and Thunder et enfin Black Panther: Wakanda Forever.
En 2023, la phase V est officialisée avec les films suivants : Ant-Man et la Guêpe : Quantumania, Les Gardiens de la Galaxie Vol. 3, et The Marvels et en 2024 avec Deadpool et Wolverine.
Le 29 septembre 2022, il est annoncé qu'Armor Wars, initialement prévu en tant que série sur Disney+, est finalement en projet en tant que film à part entière pour une sortie au cinéma[réf. nécessaire].
En octobre 2022, Disney annonce dans son planning que Blade, Deadpool et Wolverine, Les Quatre Fantastiques : Premiers pas et Avengers: Secret Wars sont repoussées de plusieurs mois à la suite du départ de Bassam Tariq de la réalisation de Blade. La grève des scénaristes de mai 2023 perturbe à nouveau la pré-production de plusieurs films et séries, mais Marvel assure alors tout faire pour rester aux date fixées.
| Cycle 1 : La Saga de l'Infini (2008 - 2019)  | Phase 1 (2008-2012) | Iron Man                                    | Iron Man                                    | Jon Favreau              | Matt Holloway, Art Marcum, Mark Fergus et Hawk Ostby                                                | 2 mai 2008 30 avril 2008                                        | Paramount Pictures  |  |  |  |  |  |  |  |  |  |  |  |  |  |
| Cycle 1 : La Saga de l'Infini (2008 - 2019)  | Phase 1 (2008-2012) | L'Incroyable Hulk                           | The Incredible Hulk                         | Louis Leterrier          | Zak Penn, Edward Norton et Louis Leterrier                                                          | 13 juin 2008 23 juillet 2008                                    | Universal Studios   |  |  |  |  |  |  |  |  |  |  |  |  |  |
| Cycle 1 : La Saga de l'Infini (2008 - 2019)  | Phase 1 (2008-2012) | Iron Man 2                                  | Iron Man 2                                  | Jon Favreau              | Justin Theroux                                                                                      | 7 mai 2010 28 avril 2010                                        | Paramount Pictures  |  |  |  |  |  |  |  |  |  |  |  |  |  |
| Cycle 1 : La Saga de l'Infini (2008 - 2019)  | Phase 1 (2008-2012) | Thor                                        | Thor                                        | Kenneth Branagh          | Mark Protosevich, Ashley Miller et Zak Stentz                                                       | 6 mai 2011 27 avril 2011                                        | Paramount Pictures  |  |  |  |  |  |  |  |  |  |  |  |  |  |
| Cycle 1 : La Saga de l'Infini (2008 - 2019)  | Phase 1 (2008-2012) | Captain America: First Avenger              | Captain America: First Avenger              | Joe Johnston             | Christopher Markus et Stephen McFeely                                                               | 22 juillet 2011 17 août 2011                                    | Paramount Pictures  |  |  |  |  |  |  |  |  |  |  |  |  |  |
| Cycle 1 : La Saga de l'Infini (2008 - 2019)  | Phase 1 (2008-2012) | Avengers                                    | Marvel's The Avengers                       | Joss Whedon              | Zak Penn et Joss Whedon                                                                             | 4 mai 2012 25 avril 2012                                        | Paramount Pictures  |  |  |  |  |  |  |  |  |  |  |  |  |  |
| Cycle 1 : La Saga de l'Infini (2008 - 2019)  |                     |                                             |                                             |                          | |                                                                 |                     |  |  |  |  |  |  |  |  |  |  |  |  |  |
| Cycle 1 : La Saga de l'Infini (2008 - 2019)  | Phase 2 (2013-2015) | Iron Man 3                                  | Iron Man 3                                  | Shane Black              | Shane Black et Drew Pearce                                                                          | 3 mai 2013 24 avril 2013                                        | Walt Disney Studios |  |  |  |  |  |  |  |  |  |  |  |  |  |
| Cycle 1 : La Saga de l'Infini (2008 - 2019)  | Phase 2 (2013-2015) | Thor: Le Monde des ténèbres                 | Thor: The Dark World                        | Alan Taylor              | Don Payne, Robert Rodat, Christopher Markus et Stephen McFeely                                      | 8 novembre 2013 30 octobre 2013                                 | Walt Disney Studios |  |  |  |  |  |  |  |  |  |  |  |  |  |
| Cycle 1 : La Saga de l'Infini (2008 - 2019)  | Phase 2 (2013-2015) | Captain America: Le Soldat de l'Hiver       | Captain America: The Winter Soldier         | Anthony et Joe Russo     | Christopher Markus et Stephen McFeely                                                               | 4 avril 2014 26 mars 2014                                       | Walt Disney Studios |  |  |  |  |  |  |  |  |  |  |  |  |  |
| Cycle 1 : La Saga de l'Infini (2008 - 2019)  | Phase 2 (2013-2015) | Les Gardiens de la Galaxie                  | Guardians of the Galaxy                     | James Gunn               | James Gunn et Nicole Perlman                                                                        | 1er août 2014 13 août 2014                                      | Walt Disney Studios |  |  |  |  |  |  |  |  |  |  |  |  |  |
| Cycle 1 : La Saga de l'Infini (2008 - 2019)  | Phase 2 (2013-2015) | Avengers: L'Ère d'Ultron                    | Avengers: Age of Ultron                     | Joss Whedon              | Joss Whedon                                                                                         | 1er mai 2015 22 avril 2015                                      | Walt Disney Studios |  |  |  |  |  |  |  |  |  |  |  |  |  |
| Cycle 1 : La Saga de l'Infini (2008 - 2019)  | Phase 2 (2013-2015) | Ant-Man                                     | Ant-Man                                     | Peyton Reed              | Adam McKay, Paul Rudd, Edgar Wright et Joe Cornish                                                  | 17 juillet 2015 14 juillet 2015                                 | Walt Disney Studios |  |  |  |  |  |  |  |  |  |  |  |  |  |
| Cycle 1 : La Saga de l'Infini (2008 - 2019)  |                     |                                             |                                             |                          | |                                                                 |                     |  |  |  |  |  |  |  |  |  |  |  |  |  |
| Cycle 1 : La Saga de l'Infini (2008 - 2019)  | Phase 3 (2016-2019) | Captain America: Civil War                  | Captain America: Civil War                  | Anthony et Joe Russo     | Christopher Markus et Stephen McFeely                                                               | 6 mai 2016 27 avril 2016                                        | Walt Disney Studios |  |  |  |  |  |  |  |  |  |  |  |  |  |
| Cycle 1 : La Saga de l'Infini (2008 - 2019)  | Phase 3 (2016-2019) | Doctor Strange                              | Doctor Strange                              | Scott Derrickson         | Scott Derrickson, C. Robert Cargill et Jon Spaihts                                                  | 4 novembre 2016 26 octobre 2016                                 | Walt Disney Studios |  |  |  |  |  |  |  |  |  |  |  |  |  |
| Cycle 1 : La Saga de l'Infini (2008 - 2019)  | Phase 3 (2016-2019) | Les Gardiens de la Galaxie Vol. 2           | Guardians of the Galaxy Vol. 2              | James Gunn               | James Gunn                                                                                          | 5 mai 2017 26 avril 2017                                        | Walt Disney Studios |  |  |  |  |  |  |  |  |  |  |  |  |  |
| Cycle 1 : La Saga de l'Infini (2008 - 2019)  | Phase 3 (2016-2019) | Spider-Man: Homecoming                      | Spider-Man: Homecoming                      | Jon Watts                | Jon Watts, Jonathan Goldstein, John Francis Daley, Christopher Ford, Chris McKenna, et Erik Sommers | 7 juillet 2017 12 juillet 2017                                  | Sony Pictures       |  |  |  |  |  |  |  |  |  |  |  |  |  |
| Cycle 1 : La Saga de l'Infini (2008 - 2019)  | Phase 3 (2016-2019) | Thor: Ragnarok                              | Thor: Ragnarok                              | Taika Waititi            | Craig Kyle, Christopher L. Yost et Eric Pearson                                                     | 3 novembre 2017 25 octobre 2017                                 | Walt Disney Studios |  |  |  |  |  |  |  |  |  |  |  |  |  |
| Cycle 1 : La Saga de l'Infini (2008 - 2019)  | Phase 3 (2016-2019) | Black Panther                               | Black Panther                               | Ryan Coogler             | Joe Robert Cole et Ryan Coogler                                                                     | 16 février 2018 14 février 2018                                 | Walt Disney Studios |  |  |  |  |  |  |  |  |  |  |  |  |  |
| Cycle 1 : La Saga de l'Infini (2008 - 2019)  | Phase 3 (2016-2019) | Avengers: Infinity War                      | Avengers: Infinity War                      | Anthony et Joe Russo     | Christopher Markus et Stephen McFeely                                                               | 27 avril 2018 25 avril 2018                                     | Walt Disney Studios |  |  |  |  |  |  |  |  |  |  |  |  |  |
| Cycle 1 : La Saga de l'Infini (2008 - 2019)  | Phase 3 (2016-2019) | Ant-Man et la Guêpe                         | Ant-Man and The Wasp                        | Peyton Reed              | Chris McKenna, Erik Sommers, Andrew Barrer, Paul Rudd et Gabriel Ferrari                            | 6 juillet 2018 18 juillet 2018                                  | Walt Disney Studios |  |  |  |  |  |  |  |  |  |  |  |  |  |
| Cycle 1 : La Saga de l'Infini (2008 - 2019)  | Phase 3 (2016-2019) | Captain Marvel                              | Captain Marvel                              | Anna Boden et Ryan Fleck | Meg LeFauve, Nicole Perlman et Geneva Robertson-Dworet                                              | 8 mars 2019 6 mars 2019                                         | Walt Disney Studios |  |  |  |  |  |  |  |  |  |  |  |  |  |
| Cycle 1 : La Saga de l'Infini (2008 - 2019)  | Phase 3 (2016-2019) | Avengers: Endgame                           | Avengers: Endgame                           | Anthony et Joe Russo     | Christopher Markus et Stephen McFeely                                                               | 26 avril 2019 24 avril 2019                                     | Walt Disney Studios |  |  |  |  |  |  |  |  |  |  |  |  |  |
| Cycle 1 : La Saga de l'Infini (2008 - 2019)  | Phase 3 (2016-2019) | Spider-Man: Far From Home                   | Spider-Man: Far From Home                   | Jon Watts                | Chris McKenna et Erik Sommers                                                                       | 2 juillet 2019 3 juillet 2019                                   | Sony Pictures       |  |  |  |  |  |  |  |  |  |  |  |  |  |
|                                              |                     |                                             |                                             |                          | |                                                                 |                     |  |  |  |  |  |  |  |  |  |  |  |  |  |
|                                              |                     |                                             |                                             |                          | |                                                                 |                     |  |  |  |  |  |  |  |  |  |  |  |  |  |
| Cycle 2 : La Saga du Multivers (2021 - 2027) | Phase 4 (2021-2022) | Black Widow                                 | Black Widow                                 | Cate Shortland           | Eric Pearson                                                                                        | 9 juillet 2021 7 juillet 2021                                   | Walt Disney Studios |  |  |  |  |  |  |  |  |  |  |  |  |  |
| Cycle 2 : La Saga du Multivers (2021 - 2027) | Phase 4 (2021-2022) | Shang-Chi et la Légende des Dix Anneaux     | Shang-Chi and the Legend of the Ten Rings   | Destin Daniel Cretton    | Dave Callaham, Destin Daniel Cretton et Andrew Lanham                                               | 3 septembre 2021 1er septembre 2021                             | Walt Disney Studios |  |  |  |  |  |  |  |  |  |  |  |  |  |
| Cycle 2 : La Saga du Multivers (2021 - 2027) | Phase 4 (2021-2022) | Les Éternels                                | Eternals                                    | Chloé Zhao               | Chloé Zhao, Patrick Burleigh et Matthew K. Firpo & Ryan Firpo                                       | 5 novembre 2021 3 novembre 2021                                 | Walt Disney Studios |  |  |  |  |  |  |  |  |  |  |  |  |  |
| Cycle 2 : La Saga du Multivers (2021 - 2027) | Phase 4 (2021-2022) | Spider-Man: No Way Home                     | Spider-Man: No Way Home                     | Jon Watts                | Chris McKenna et Erik Sommers                                                                       | 17 décembre 2021 15 décembre 2021                               | Sony Pictures       |  |  |  |  |  |  |  |  |  |  |  |  |  |
| Cycle 2 : La Saga du Multivers (2021 - 2027) | Phase 4 (2021-2022) | Doctor Strange in the Multiverse of Madness | Doctor Strange in the Multiverse of Madness | Sam Raimi                | Michael Waldron                                                                                     | 6 mai 2022 4 mai 2022                                           | Walt Disney Studios |  |  |  |  |  |  |  |  |  |  |  |  |  |
| Cycle 2 : La Saga du Multivers (2021 - 2027) | Phase 4 (2021-2022) | Thor: Love and Thunder                      | Thor: Love and Thunder                      | Taika Waititi            | Taika Waititi et Jennifer Kaytin Robinson                                                           | 8 juillet 2022 13 juillet 2022                                  | Walt Disney Studios |  |  |  |  |  |  |  |  |  |  |  |  |  |
| Cycle 2 : La Saga du Multivers (2021 - 2027) | Phase 4 (2021-2022) | Black Panther: Wakanda Forever              | Black Panther: Wakanda Forever              | Ryan Coogler             | Ryan Coogler et Joe Robert Cole                                                                     | 11 novembre 2022 9 novembre 2022                                | Walt Disney Studios |  |  |  |  |  |  |  |  |  |  |  |  |  |
| Cycle 2 : La Saga du Multivers (2021 - 2027) |                     |                                             |                                             |                          | |                                                                 |                     |  |  |  |  |  |  |  |  |  |  |  |  |  |
| Cycle 2 : La Saga du Multivers (2021 - 2027) | Phase 5 (2023-2025) | Ant-Man et la Guêpe: Quantumania            | Ant-Man and the Wasp: Quantumania           | Peyton Reed              | Jeff Loveness                                                                                       | 17 février 2023 15 février 2023                                 | Walt Disney Studios |  |  |  |  |  |  |  |  |  |  |  |  |  |
| Cycle 2 : La Saga du Multivers (2021 - 2027) | Phase 5 (2023-2025) | Les Gardiens de la Galaxie Vol. 3           | Guardians of the Galaxy Vol. 3              | James Gunn               | James Gunn                                                                                          | 5 mai 2023 3 mai 2023                                           | Walt Disney Studios |  |  |  |  |  |  |  |  |  |  |  |  |  |
| Cycle 2 : La Saga du Multivers (2021 - 2027) | Phase 5 (2023-2025) | The Marvels                                 | The Marvels                                 | Nia DaCosta              | Megan McDonnell, Nia DaCosta et Elissa Karasik                                                      | 10 novembre 2023 8 novembre 2023                                | Walt Disney Studios |  |  |  |  |  |  |  |  |  |  |  |  |  |
| Cycle 2 : La Saga du Multivers (2021 - 2027) | Phase 5 (2023-2025) | Deadpool and Wolverine                      | Deadpool and Wolverine                      | Shawn Levy               | Rhett Reese, Paul Wernick, Zeb Wells, Ryan Reynolds et Shawn Levy                                   | 26 juillet 2024 24 juillet 2024                                 | Walt Disney Studios |  |  |  |  |  |  |  |  |  |  |  |  |  |
| Cycle 2 : La Saga du Multivers (2021 - 2027) | Phase 5 (2023-2025) | Captain America: Brave New World            | Captain America: Brave New World            | Julius Onah              | Rob Edwards, Malcolm Spellman, Dalan Musson, Julius Onah et Peter Glanz                             | 14 février 2025 12 février 2025                                 | Walt Disney Studios |  |  |  |  |  |  |  |  |  |  |  |  |  |
| Cycle 2 : La Saga du Multivers (2021 - 2027) | Phase 5 (2023-2025) | Thunderbolts*                               | Thunderbolts*                               | Jake Schreier            | Eric Pearson et Joanna Calo                                                                         | 2 mai 2025 30 avril 2025                                        | Walt Disney Studios |  |  |  |  |  |  |  |  |  |  |  |  |  |
| Cycle 2 : La Saga du Multivers (2021 - 2027) |                     |                                             |                                             |                          | |                                                                 |                     |  |  |  |  |  |  |  |  |  |  |  |  |  |
| Cycle 2 : La Saga du Multivers (2021 - 2027) | Phase 6 (2025-2027) | Les Quatre Fantastiques : Premiers pas      | The Fantastic Four : First Steps            | Matt Shakman             | Josh Friedman et Cameron Squires                                                                    | 25 juillet 2025 23 juillet 2025                                 | Walt Disney Studios |  |  |  |  |  |  |  |  |  |  |  |  |  |
| Futur (En développement)                     |                     |                                             |                                             |                          | |                                                                 |                     |  |  |  |  |  |  |  |  |  |  |  |  |  |
| Cycle 2 : La Saga du Multivers (2021 - 2027) | Phase 6 (2025-2027) | Spider-Man: Brand New Day                   | Spider-Man: Brand New Day                   | Destin Daniel Cretton    | Chris McKenna et Erik Sommers                                                                       | Dates sujettes à modification 31 juillet 2026 29 juillet 2026   | Sony Pictures       |  |  |  |  |  |  |  |  |  |  |  |  |  |
| Cycle 2 : La Saga du Multivers (2021 - 2027) | Phase 6 (2025-2027) | Avengers: Doomsday                          | Avengers: Doomsday                          | Anthony et Joe Russo     | Stephen McFeely et Michael Waldron                                                                  | Dates sujettes à modification 18 décembre 2026 16 décembre 2026 | Walt Disney Studios |  |  |  |  |  |  |  |  |  |  |  |  |  |
| Cycle 2 : La Saga du Multivers (2021 - 2027) | Phase 6 (2025-2027) | Avengers: Secret Wars                       | Avengers: Secret Wars                       | Anthony et Joe Russo     | Stephen McFeely et Michael Waldron                                                                  | Dates sujettes à modification 17 décembre 2027 15 décembre 2027 | Walt Disney Studios |  |  |  |  |  |  |  |  |  |  |  |  |  |
|                                              |                     |                                             |                                             |                          | |                                                                 |                     |  |  |  |  |  |  |  |  |  |  |  |  |  |
|                                              |                     |                                             |                                             |                          | |                                                                 |                     |  |  |  |  |  |  |  |  |  |  |  |  |  |

## SériesDisney+
En septembre 2018, il est annoncé que des mini-séries dérivées vont être produites et diffusées sur la future plateforme de streaming de Disney, notamment l'une centrée sur le personnage de Loki et une autre sur Wanda Maximoff. Dans les semaines qui suivent, Marvel et Netflix annoncent l'annulation de Iron Fist, Luke Cage et Daredevil, puis en février, les deux dernières séries produites pour Netflix, The Punisher et Jessica Jones, sont officiellement non renouvelées. Le contrat originel interdisant de réutiliser les personnages de Daredevil, Jessica Jones, Luke Cage et Iron Fist sur une autre plate-forme avant deux ans, si de nouvelles séries pour Disney+ ne sont pas exclues, elles ne seront pas créées avant 2020 ; le personnage du Punisher n'est pas inclus dans le contrat car sa série est dérivée de Daredevil. Une troisième série centrée sur Clint Barton / Hawkeye pour Disney+ est annoncée en avril 2019, l'acteur Jeremy Renner reprenant le rôle, et racontant la passation du nom à Kate Bishop.
À la Comic Con de San Diego de 2019, Kevin Feige annonce que les cinq mini-séries en production pour la plate-forme Disney+ feront partie intégrante de la phase IV du MCU. Elles comptent Falcon et le Soldat de l'Hiver, WandaVision, Loki, What If...? et Hawkeye. Un mois plus tard, lors de la convention D23, trois nouvelles séries sont annoncées, centrées sur Kamala Khan / Ms. Marvel, Moon Knight et She-Hulk.
En décembre 2020, Kevin Feige annonce plusieurs nouvelles séries à destination de Disney+, Ironheart sur Riri Williams, Secret Invasion sur l'invasion Skrull, avec Nick Fury et Talos tous deux vus dans le film Captain Marvel, I am Groot mettant en scène le personnage de Groot, et Armor Wars, centrée sur James Rhodes / War Machine.
À la Comic Con de San Diego de 2022, Kevin Feige annonce les séries Secret Invasion, Echo, Agatha All Along (à l'époque nommée « Agatha: House of Harkness ») centrée sur le personnage d’Agatha Harkness apparue dans la série WandaVision ainsi qu’une nouvelle série sur le personnage Daredevil, Daredevil: Born Again, les acteurs Charlie Cox et Vincent D'Onofrio reprenant leurs rôles, mais l'histoire étant sans lien officiel avec la précédente production.
En septembre 2022, Kevin Feige confirme la série Armor Wars avec Don Cheadle, après un silence autour de la production de plus de deux ans, et dévoile également un nouveau logo pour cette dernière. Quelques jours plus tard, le 29 septembre, il est dit que la série est finalement développée en tant que film à part entière[réf. nécessaire].
Après une première période de développement, devant les retours décevants sur le début de cette nouvelle série, les producteurs de Daredevil: Born Again ont décidé de reprendre l'écriture depuis le début ; plus tard, d'Onofrio confirme que les scénaristes ont finalement décidé de considérer les événements des séries Netflix comme faisant partie du canon de l'univers cinématographique Marvel.
| Cycle 2 : La Saga du Multivers (2021 - 2027) | Phase 4 (2021 - 2022)             | WandaVision                           | WandaVision                           | Jac Schaeffer                                          | Matt Shakman                                      | 1  | 9              | 15 janvier 2021 – 5 mars 2021       |  |  |  |  |  |  |  |  |  |  |  |  |
| Cycle 2 : La Saga du Multivers (2021 - 2027) | Phase 4 (2021 - 2022)             | Falcon et le Soldat de l'Hiver        | Falcon and the Winter Soldier         | Malcolm Spellman                                       | Kari Skogland                                     | 1  | 6              | 19 mars 2021 – 23 avril 2021        |  |  |  |  |  |  |  |  |  |  |  |  |
| Cycle 2 : La Saga du Multivers (2021 - 2027) | Phase 4 (2021 - 2022)             | Loki                                  | Loki                                  | Michael Waldron                                        | Kate Herron                                       | 1  | 6              | 9 juin 2021 – 14 juillet 2021       |  |  |  |  |  |  |  |  |  |  |  |  |
| Cycle 2 : La Saga du Multivers (2021 - 2027) | Phase 4 (2021 - 2022)             | What If ?                             | What If ?                             | A. C. Bradley                                          | Bryan Andrews                                     | 1  | 9              | 11 août 2021 – 6 octobre 2021       |  |  |  |  |  |  |  |  |  |  |  |  |
| Cycle 2 : La Saga du Multivers (2021 - 2027) | Phase 4 (2021 - 2022)             | Hawkeye                               | Hawkeye                               | Jonathan Igla                                          | Bert & Bertie                                     | 1  | 6              | 24 novembre 2021 - 22 décembre 2021 |  |  |  |  |  |  |  |  |  |  |  |  |
| Cycle 2 : La Saga du Multivers (2021 - 2027) | Phase 4 (2021 - 2022)             | Moon Knight                           | Moon Knight                           | Jeremy Slater                                          | Mohamed Diab et Justin Benson et Aaron Moorhead   | 1  | 6              | 30 mars 2022 - 4 mai 2022           |  |  |  |  |  |  |  |  |  |  |  |  |
| Cycle 2 : La Saga du Multivers (2021 - 2027) | Phase 4 (2021 - 2022)             | Miss Marvel                           | Ms. Marvel                            | Bisha K. Ali                                           | Meera Menon et Sharmeen Obaid-Chinoy              | 1  | 6              | 8 juin 2022 - 13 juillet 2022       |  |  |  |  |  |  |  |  |  |  |  |  |
| Cycle 2 : La Saga du Multivers (2021 - 2027) | Phase 4 (2021 - 2022)             | Je s'appelle Groot                    | I am Groot                            | Kirsten Lepore                                         | Kirsten Lepore                                    | 1  | 5              | 10 août 2022                        |  |  |  |  |  |  |  |  |  |  |  |  |
| Cycle 2 : La Saga du Multivers (2021 - 2027) | Phase 4 (2021 - 2022)             | She-Hulk: Avocate                     | She-Hulk: Attorney at Law             | Jessica Gao                                            | Kat Coiro et Anu Valia                            | 1  | 9              | 18 août 2022 - 13 octobre 2022      |  |  |  |  |  |  |  |  |  |  |  |  |
| Cycle 2 : La Saga du Multivers (2021 - 2027) |                                   |                                       |                                       |                                                        |                                                   |    |                |                                     |  |  |  |  |  |  |  |  |  |  |  |  |
| Cycle 2 : La Saga du Multivers (2021 - 2027) | Phase 5 (2023 - 2025)             | Secret Invasion                       | Secret Invasion                       | Kyle Bradstreet                                        | Ali Selim                                         | 1  | 6              | 21 juin 2023 - 26 juillet 2023      |  |  |  |  |  |  |  |  |  |  |  |  |
| Cycle 2 : La Saga du Multivers (2021 - 2027) | Phase 5 (2023 - 2025)             | Je s'appelle Groot                    | I am Groot                            | Kirsten Lepore                                         | Kirsten Lepore                                    | 2  | 5              | 6 septembre 2023                    |  |  |  |  |  |  |  |  |  |  |  |  |
| Cycle 2 : La Saga du Multivers (2021 - 2027) | Phase 5 (2023 - 2025)             | Loki                                  | Loki                                  | Michael Waldron                                        | Kate Herron                                       | 2  | 6              | 6 octobre 2023 – 10 novembre 2023   |  |  |  |  |  |  |  |  |  |  |  |  |
| Cycle 2 : La Saga du Multivers (2021 - 2027) | Phase 5 (2023 - 2025)             | What If ?                             | What If ?                             | A. C. Bradley                                          | Bryan Andrews et Stephan Franck                   | 2  | 9              | 22 décembre 2023 – 30 décembre 2023 |  |  |  |  |  |  |  |  |  |  |  |  |
| Cycle 2 : La Saga du Multivers (2021 - 2027) | Phase 5 (2023 - 2025)             | Echo                                  | Echo                                  | Marion Dayre                                           | Sydney Freeland et Catriona McKenzie              | 1  | 5              | 10 janvier 2024                     |  |  |  |  |  |  |  |  |  |  |  |  |
| Cycle 2 : La Saga du Multivers (2021 - 2027) | Phase 5 (2023 - 2025)             | X-Men ’97                             | X-Men ’97                             | Beau DeMayo                                            | Beau DeMayo                                       | 1  | 10             | 20 mars 2024 - 15 mai 2024          |  |  |  |  |  |  |  |  |  |  |  |  |
| Cycle 2 : La Saga du Multivers (2021 - 2027) | Phase 5 (2023 - 2025)             | Agatha All Along                      | Agatha All Along                      | Jac Schaeffer                                          | Jac Schaeffer, Gandja Monteiro et Rachel Goldberg | 1  | 9              | 18 septembre 2024 - 30 octobre 2024 |  |  |  |  |  |  |  |  |  |  |  |  |
| Cycle 2 : La Saga du Multivers (2021 - 2027) | Phase 5 (2023 - 2025)             | What If ?                             | What If ?                             | A. C. Bradley                                          | Bryan Andrews                                     | 3  | 8              | 22 décembre 2024 - 29 décembre 2024 |  |  |  |  |  |  |  |  |  |  |  |  |
| Cycle 2 : La Saga du Multivers (2021 - 2027) | Phase 5 (2023 - 2025)             | Votre fidèle serviteur Spider-Man     | Your Friendly Neighborhood Spider-Man | Jeff Trammel                                           | Melchior Zwyer, Liza Singer et Stu Livingston     | 1  | 10             | 29 janvier 2025 - 19 février 2025   |  |  |  |  |  |  |  |  |  |  |  |  |
| Cycle 2 : La Saga du Multivers (2021 - 2027) | Phase 5 (2023 - 2025)             | Daredevil: Born Again                 | Daredevil: Born Again                 | Dario Scardapane                                       | Michael Cuesta et Justin Benson et Aaron Moorhead | 1  | 9              | 4 mars 2025 - 15 avril 2025         |  |  |  |  |  |  |  |  |  |  |  |  |
| Cycle 2 : La Saga du Multivers (2021 - 2027) | Phase 5 (2023 - 2025)             | Ironheart                             | Ironheart                             | Chinaka Hodge                                          | Sam Bailey et Angela Barnes                       | 1  | 6              | 24 juin 2025 - 1er juillet 2025     |  |  |  |  |  |  |  |  |  |  |  |  |
|                                              |                                   |                                       |                                       |                                                        |                                                   |    |                |                                     |  |  |  |  |  |  |  |  |  |  |  |  |
| Futur (En développement)                     |                                   |                                       |                                       |                                                        |                                                   |    |                |                                     |  |  |  |  |  |  |  |  |  |  |  |  |
| Cycle 2 : The Multiverse Saga (2021 - 2027)  |                                   |                                       |                                       |                                                        |                                                   |    |                |                                     |  |  |  |  |  |  |  |  |  |  |  |  |
| Phase 6 (2025 - 2027)                        | Eyes of Wakanda                   | Eyes of Wakanda                       | Todd Harris                           | Todd Harris                                            | 1                                                 | 4  | 27 août 2025   |                                     |  |  |  |  |  |  |  |  |  |  |  |  |
| Phase 6 (2025 - 2027)                        | Marvel Zombies                    | Marvel Zombies                        | Bryan Andrews et Zeb Wells            | Bryan Andrews                                          | 1                                                 | 4  | 3 octobre 2025 |                                     |  |  |  |  |  |  |  |  |  |  |  |  |
| Phase 6 (2025 - 2027)                        | Wonder Man                        | Wonder Man                            | Destin Daniel Cretton                 | Destin Daniel Cretton, Stella Meghie et James Ponsoldt | 1                                                 | 8  | décembre 2025  |                                     |  |  |  |  |  |  |  |  |  |  |  |  |
| Phase 6 (2025 - 2027)                        | Daredevil: Born Again             | Daredevil: Born Again                 | Dario Scardapane                      | Michael Cuesta et Justin Benson et Aaron Moorhead      | 2                                                 | 8  | mars 2026      |                                     |  |  |  |  |  |  |  |  |  |  |  |  |
| Phase 6 (2025 - 2027)                        | X-Men ’97                         | X-Men ’97                             | NC                                    | NC                                                     | 2                                                 | NC | 2026           |                                     |  |  |  |  |  |  |  |  |  |  |  |  |
| Phase 6 (2025 - 2027)                        | Votre fidèle serviteur Spider-Man | Your Friendly Neighborhood Spider-Man | Jeff Trammel                          | Melchior Zwyer, Liza Singer et Stu Livingston          | 2                                                 | NC | 2026           |                                     |  |  |  |  |  |  |  |  |  |  |  |  |
| Phase 6 (2025 - 2027)                        | Vision Quest                      | Vision Quest                          | Terry Matalas                         | NC                                                     | 1                                                 | NC | 2026           |                                     |  |  |  |  |  |  |  |  |  |  |  |  |
|                                              |                                   |                                       |                                       |                                                        |                                                   |    |                |                                     |  |  |  |  |  |  |  |  |  |  |  |  |
|                                              |                                   |                                       |                                       |                                                        |                                                   |    |                |                                     |  |  |  |  |  |  |  |  |  |  |  |  |

## Téléfilms

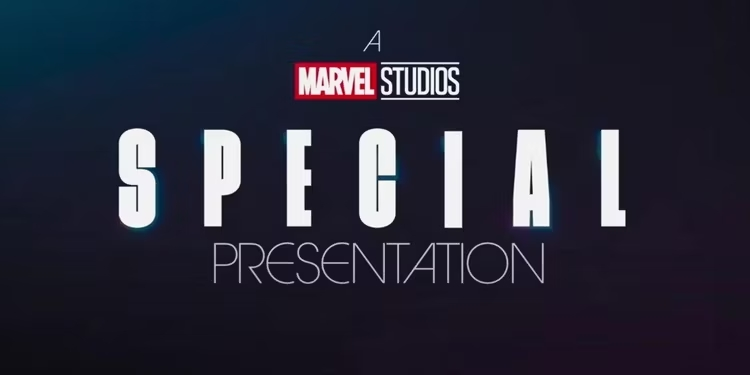
Logo de Marvel Studios Special Presentation

Le 11 décembre 2020, Kevin Feige annonce un nouveau projet sur les Gardiens de la Galaxie spécial Noël diffusé en exclusivité sur la plateforme Disney+ pour décembre 2022. Ce téléfilm servira de prologue au film Les Gardiens de la Galaxie Vol. 3 prévu en 2023. Les différents téléfilms, regroupés sous le nom Marvel Studios Special Presentation sont diffusés sur Disney+.
En août 2021, il est annoncé que Marvel Studios développe une émission spéciale télévisée d'une heure sur le thème d'Halloween pour Disney+ qui aurait été centrée sur Werewolf by Night. Ce téléfilm est officiellement annoncé en septembre 2022, 1 mois avant sa diffusion.
En février 2025, lors de la promotion de la 1re saison de la série Daredevil: Born Again, est annoncé un nouveau téléfilm devant sortir parallèlement à la saison 2 et centré sur le personnage de Frank Castle alias le Punisher apparaissant également dans cette série.
| Cycle 2 : La Saga du Multivers (2021 - 2027) | Phase 4 (2021 - 2022) | Werewolf by Night                           | Werewolf by Night                           | Michael Giacchino     | Heather Quinn                         | 7 octobre 2022                     |  |  |  |  |  |  |  |  |  |  |  |  |  |
| Cycle 2 : La Saga du Multivers (2021 - 2027) | Phase 4 (2021 - 2022) | Les Gardiens de la Galaxie : Joyeuses Fêtes | The Guardians of the Galaxy Holiday Special | James Gunn            | James Gunn                            | 25 novembre 2022                   |  |  |  |  |  |  |  |  |  |  |  |  |  |
|                                              |                       |                                             |                                             |                       |                                       |                                    |  |  |  |  |  |  |  |  |  |  |  |  |  |
| Futur (En développement)                     |                       |                                             |                                             |                       |                                       |                                    |  |  |  |  |  |  |  |  |  |  |  |  |  |
| Cycle 2 : The Multiverse Saga (2021 - 2027)  | Phase 6 (2025 - 2027) | The Punisher                                | The Punisher                                | Reinaldo Marcus Green | Reinaldo Marcus Green et Jon Bernthal | Dates sujettes à modification 2026 |  |  |  |  |  |  |  |  |  |  |  |  |  |
|                                              |                       |                                             |                                             |                       |                                       |                                    |  |  |  |  |  |  |  |  |  |  |  |  |  |
|                                              |                       |                                             |                                             |                       |                                       |                                    |  |  |  |  |  |  |  |  |  |  |  |  |  |

## Courts-métrages

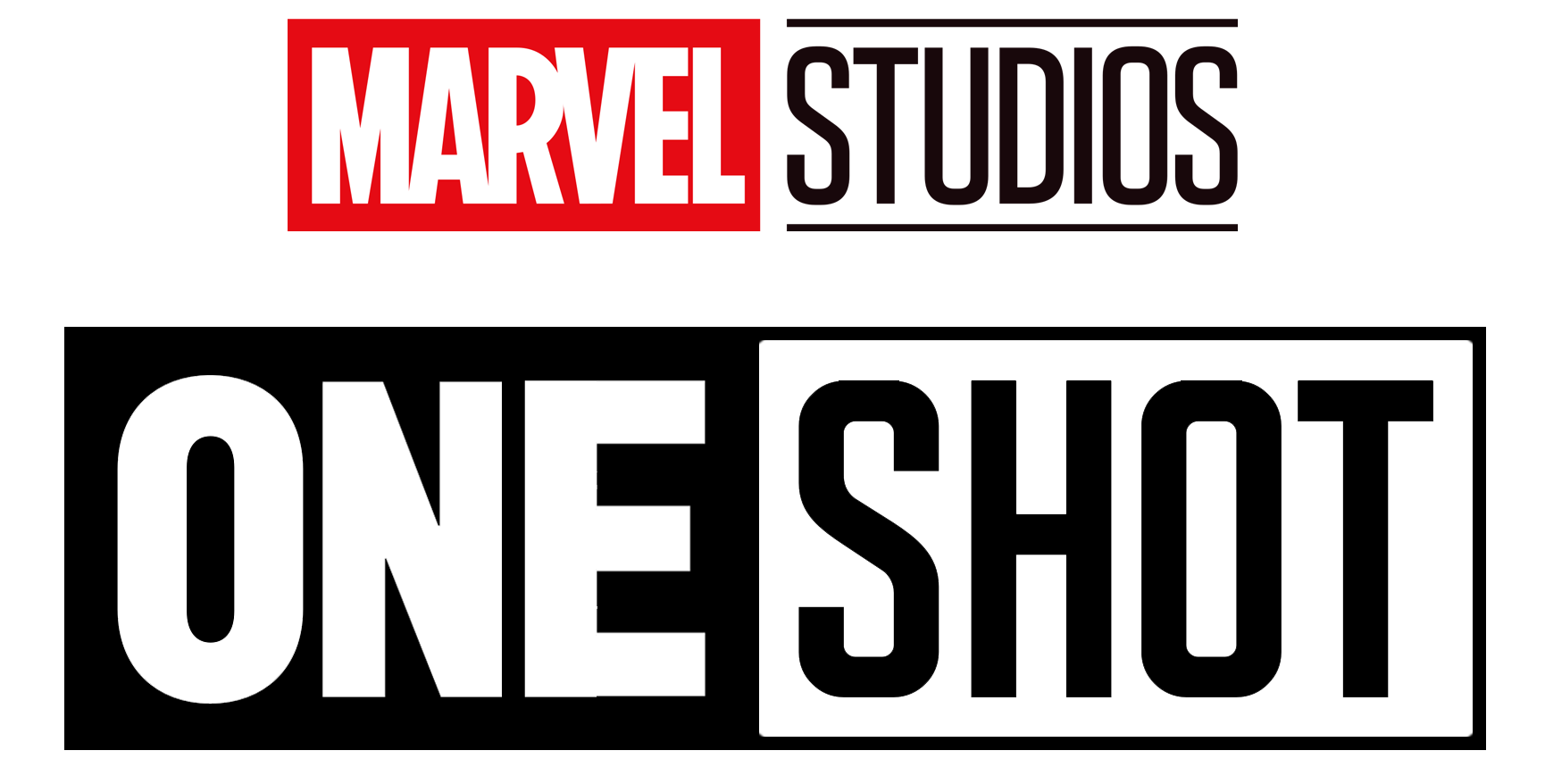
Logo de Marvel One-Shots depuis 2021

Les Marvel One-Shots désignent les courts métrages édités en direct-to-video produits par Marvel Studios, prenant place dans l'univers cinématographique Marvel.
Ils sont disponibles dans les éditions Blu-ray des films liés à la licence Avengers et sur la plateforme de SVOD Disney+.
Les intrigues se déroulent en marge des longs-métrages, généralement peu de temps après l'intrigue des films, et mettent en scène des événements impliquant les personnages secondaires.
| Cycle 1 : The Infinity Saga (2008 - 2019) | Phase 1 (2008-2012) | Le Consultant                                          | The Consultant                                     | Leythum          | Eric Pearson  | Thor                           | 13 septembre 2011 |  |  |  |  |  |  |  |  |  |  |  |  |  |
| Cycle 1 : The Infinity Saga (2008 - 2019) | Phase 1 (2008-2012) | Une drôle d'histoire en allant voir le marteau de Thor | A Funny Thing Happened on the Way to Thor's Hammer | Leythum          | Eric Pearson  | Captain America: First Avenger | 25 octobre 2011   |  |  |  |  |  |  |  |  |  |  |  |  |  |
| Cycle 1 : The Infinity Saga (2008 - 2019) | Phase 1 (2008-2012) | Article 47                                             | Item 47                                            | Louis D’Esposito | Eric Pearson  | Avengers                       | 25 septembre 2012 |  |  |  |  |  |  |  |  |  |  |  |  |  |
| Cycle 1 : The Infinity Saga (2008 - 2019) |                     |                                                        |                                                    |                  |               |                                |                   |  |  |  |  |  |  |  |  |  |  |  |  |  |
| Cycle 1 : The Infinity Saga (2008 - 2019) | Phase 2 (2013-2015) | Agent Carter                                           | Agent Carter                                       | Louis D’Esposito | Eric Pearson  | Iron Man 3                     | 24 septembre 2013 |  |  |  |  |  |  |  |  |  |  |  |  |  |
| Cycle 1 : The Infinity Saga (2008 - 2019) | Phase 2 (2013-2015) | Longue vie au roi                                      | All Hail the King                                  | Drew Pearce      | Drew Pearce   | Thor : Le Monde des ténèbres   | 25 février 2014   |  |  |  |  |  |  |  |  |  |  |  |  |  |
| Cycle 1 : The Infinity Saga (2008 - 2019) |                     |                                                        |                                                    |                  |               |                                |                   |  |  |  |  |  |  |  |  |  |  |  |  |  |
| Cycle 1 : The Infinity Saga (2008 - 2019) | Phase 3 (2016-2019) | Team Thor                                              | Team Thor                                          | Taika Waititi    | Taika Waititi | Captain America: Civil War     | 10 juillet 2014   |  |  |  |  |  |  |  |  |  |  |  |  |  |
| Cycle 1 : The Infinity Saga (2008 - 2019) | Phase 3 (2016-2019) | Team Thor : Partie 2                                   | Team Thor: Part 2                                  | Taika Waititi    | Taika Waititi | Doctor Strange                 | 10 mai 2017       |  |  |  |  |  |  |  |  |  |  |  |  |  |
| Cycle 1 : The Infinity Saga (2008 - 2019) | Phase 3 (2016-2019) | Team Darryl                                            | Team Darryl                                        | Taika Waititi    | Taika Waititi | Thor: Ragnarok                 | 10 novembre 2018  |  |  |  |  |  |  |  |  |  |  |  |  |  |
| Cycle 1 : The Infinity Saga (2008 - 2019) | Phase 3 (2016-2019) | Peter's To-Do List                                     | Peter's To-Do List                                 | Jon Watts        | Jon Watts     | Spider-Man: Far From Home      | 7 mai 2019        |  |  |  |  |  |  |  |  |  |  |  |  |  |
|                                           |                     |                                                        |                                                    |                  |               |                                |                   |  |  |  |  |  |  |  |  |  |  |  |  |  |
|                                           |                     |                                                        |                                                    |                  |               |                                |                   |  |  |  |  |  |  |  |  |  |  |  |  |  |

## Web-séries
Les web-séries permettent de plonger plus profondément dans l'univers cinématographique Marvel et d'explorer des personnages secondaires ou des storylines qui ne sont pas toujours développées dans les films ou les séries télévisées principales. Elles sont généralement disponibles sur les plateformes de streaming ou les sites web officiels de Marvel ou de ses partenaires.
| Cycle 1 : La Saga de l'Infini (2008 - 2019)  | Phase 2 (2013 - 2015) | WHIH Newsfront    | WHIH Newsfront    | Jérémy Adams             | Jérémy Adams             | 1 | 5  | 2 juillet 2015 – 16 juillet 2015   |  |  |  |  |  |  |  |  |  |  |  |  |
| Cycle 1 : La Saga de l'Infini (2008 - 2019)  |                       |                   |                   |                          |                          |   |    |                                    |  |  |  |  |  |  |  |  |  |  |  |  |
| Cycle 1 : La Saga de l'Infini (2008 - 2019)  | Phase 3 (2016 - 2019) | WHIH Newsfront    | WHIH Newsfront    | Jonathan Danforth-Appell | Jonathan Danforth-Appell | 2 | 5  | 22 avril 2016 – 3 mai 2016         |  |  |  |  |  |  |  |  |  |  |  |  |
| Cycle 1 : La Saga de l'Infini (2008 - 2019)  | Phase 3 (2016 - 2019) | TheDailyBugle.net | TheDailyBugle.net | Jon Watts                | Jon Watts                | 1 | 6  | 23 octobre 2019 – 20 novembre 2019 |  |  |  |  |  |  |  |  |  |  |  |  |
|                                              |                       |                   |                   |                          |                          |   |    |                                    |  |  |  |  |  |  |  |  |  |  |  |  |
|                                              |                       |                   |                   |                          |                          |   |    |                                    |  |  |  |  |  |  |  |  |  |  |  |  |
| Cycle 2 : La Saga du Multivers (2021 - 2027) | Phase 4 (2021 - 2022) | TheDailyBugle.net | TheDailyBugle.net | Jon Watts                | Jon Watts                | 2 | 19 | 24 novembre 2021 – 29 avril 2022   |  |  |  |  |  |  |  |  |  |  |  |  |
|                                              |                       |                   |                   |                          |                          |   |    |                                    |  |  |  |  |  |  |  |  |  |  |  |  |
|                                              |                       |                   |                   |                          |                          |   |    |                                    |  |  |  |  |  |  |  |  |  |  |  |  |